# 3. миленијум
3. миленијум је миленијум, односно период који је започео 1. јануара 2001. године, а завршиће се 31. децембра 3000. године.